# فنلاند در المپیک تابستانی ۲۰۰۴
فنلاند در بازی‌های المپیک تابستانی ۲۰۰۴ که در شهر آتن یونان برگزار شد، کاروان فنلاند با ۶۲ ورزشکار در این رقابت‌ها شرکت کرد و موفق به کسب ۲ مدال (۰ طلا، ۲ نقره، ۰ برنز) شد. در جدول رتبه‌بندی توزیع مدال‌ها، فنلاند در ردهٔ ۶۲ مسابقات قرار گرفت.